# Tommaso Traetta
Tommaso Michele Francesco Saverio Traetta (Bitonto, 30 de março de 1727 — Veneza, 6 de abril de 1779) foi um compositor de óperas italiano, principalmente no campo da ópera-séria.

## Óperas
- Farnace - Nápoles 1750
- I pastori felici - Nápoles - 1753
- Ezio - Roma 1753
- Le nozze contrastate - 1754
- Il buovo d'Antona - Florença 1756
- Ippolito e Aricia - Parma 1759
- Stordilano, principe di Granata - 1760
- I Tindaridi - Parma 1760
- Armida - Vienna 1761
- Sofonisba - Mannheim 1761
- La francese a Malghera - 1762
- Alessandro nell'Indie - Reggio Emilia 1762
- Ifigenia in Tauride - Viena 1763
- Didone abbandonata - 1764
- Semiramide riconosciuta - 1765
- La serva Rivale - 1767
- Amore in trappola - 1768
- L'isola disabitata - 1769
- L'Olimpiade - 1770
- Antigone - 1772
- Germondo - 1776
- Il cavaliere errante - 1777
- La disfatta di Dario - 1778
- Artenice - 1778

## Publicações
- Stabat Mater (Nápoles) partitura vocal, Idea Press, Port St. Lucie, 2017, ISBN 978-0-9984873-9-7
- Miserere, partitura vocal, Idea Press, Port St. Lucie, 2015, ISBN 978-0-9721243-5-5
- Il Cavaliere Errante, partitura vocal, Idea Press, Port St. Lucie, 2015, ISBN 978-0-9721243-3-1
- Messa in Do, partitura vocal, Idea Press, Port St. Lucie, 2014, ISBN 978-0-9984873-0-4
- Stabat Mater (Munique), Idea Press, Port St. Lucie, 2015, ISBN 978-0-9721243-2-4